# Gabriele Mehl
Gabriele Mehl (n. 25 februarie 1967, Hagenbach, Renania-Palatinat, Germania) este o canotoare ce a reprezentat Germania, medaliată olimpică. A participat la 2 ediții ale Jocurilor Olimpice (1988, 1992) în care a câștigat o medalie de bronz.